# Милрой (город, Миннесота)
Милрой (англ. Milroy) — город в округе Редвуд, штат Миннесота, США. На площади 0,7 км² (0,7 км² — суша, водоёмов нет), согласно переписи 2002 года, проживают 271 человек. Плотность населения составляет 411,6 чел./км².
- Телефонный код города — 507
- Почтовый индекс — 56263
- FIPS-код города — 27-42362[1]
- GNIS-идентификатор — 0647895[2]